# Leichtathletik-Europameisterschaften 1966/Hochsprung der Frauen

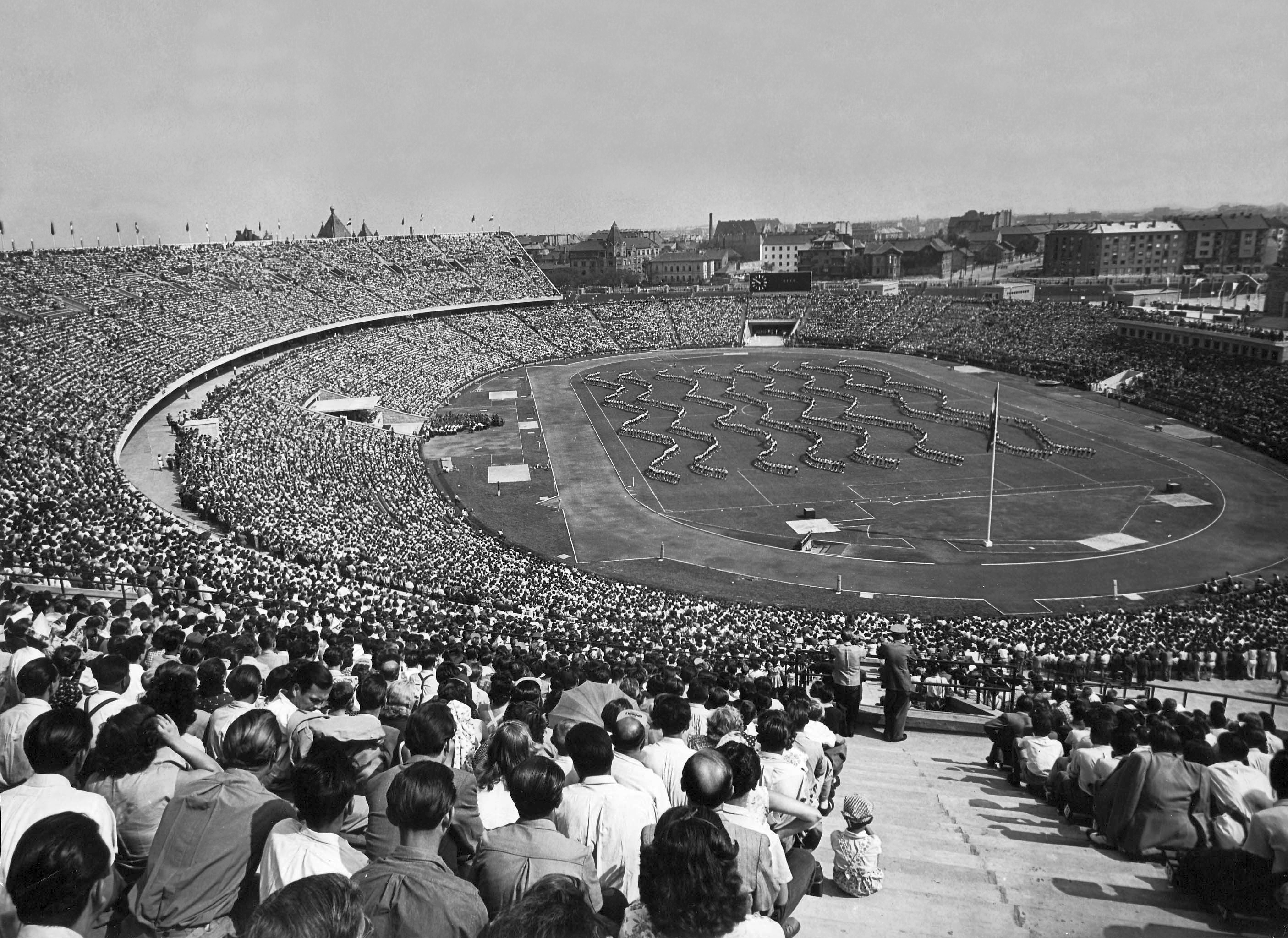
Das Népstadion bei einer Veranstaltung im Jahr 1953

Der Hochsprung der Frauen bei den Leichtathletik-Europameisterschaften 1966 wurde am 3. und 4. September 1966 im Budapester Népstadion ausgetragen.
In diesem Wettbewerb gab es einen Doppelsieg für die Hochspringerinnen aus der Sowjetunion. Europameisterin wurde die Olympiadritte von 1964 Taissija Tschentschik. Den zweiten Platz belegte Ljudmila Komlewa. Bronze ging an die Polin Jarosława Bieda.

## Bestehende Rekorde
| Weltrekord           | 1,91 m | Iolanda Balaș | Sofia, Bulgarien        | 16. Juni 1961      |
| Europarekord         | 1,91 m | Iolanda Balaș | Sofia, Bulgarien        | 16. Juni 1961      |
| Meisterschaftsrekord | 1,83 m | Iolanda Balaș | EM Belgrad, Jugoslawien | 14. September 1962 |

Der bestehende EM-Rekord der über lange Jahre hoch überlegenen Iolanda Balaș, die wegen einer von ihr angegebenen Verletzung – siehe dazu auch Abschnitt „Problemfeld Geschlechtsstatus“ unten – hier nicht antrat, wurde nicht erreicht. Die sowjetische Europameisterin Taissija Tschentschik blieb mit ihrer Sieghöhe von 1,75 m acht Zentimeter unter dem Rekord. Zu Balaș' Welt- und Europarekord fehlten sechzehn Zentimeter.

## Problemfeld Geschlechtsstatus
Diskussionen gab es um die Frage des Geschlechtsstatus: Sind alle Sportlerinnen, die bei den Frauenwettkämpfen antreten, tatsächlich, Frauen? Es hatte in der Vergangenheit vor allem bei den beiden überaus erfolgreichen sowjetischen Geschwistern Tamara und Irina Press, Zweifel gegeben. Die beiden stellten sich den hier in Budapest neu eingeführten sogenannten Sextests nicht, nahmen somit an diesen Europameisterschaften nicht teil und tauchten von da an nie mehr bei Wettkämpfen auf. Ebenfalls betroffen war die hier stark auftretende Polin Ewa Kłobukowska. Sie passierte den Test bei diesen Europameisterschaften ohne Beanstandung, wurde allerdings im Jahr 1967 im Rahmen des Europacups aufgrund ihrer Geschlechtschromosome als Hermaphrodit eingestuft. Dies hatte zur Folge, dass sie von da nicht mehr an Wettbewerben teilnehmen konnte. 1969 strich der Weltleichtathletikverband (damals IAAF) nachträglich alle Weltrekorde, an denen Ewa Kłobukowska beteiligt war. Ihre errungenen Titel und Medaillen durfte sie dagegen behalten. Zur Einordnung dieser Fakten gehört allerdings auch die Tatsache, dass die betroffene Sportlerin später heiratete und einen Sohn gebar.
Auch die rumänische Hochspringerin Iolanda Balaș, die diese Disziplin über viele Jahre beherrscht hatte, geriet im Zusammenhang der Frage zum Geschlechtsstatus ins Gespräch und es gab die Unterstellung, dass ihre hier von ihr angegebene Verletzung nicht wirklich bestand. So musste sie sich dem Geschlechtstest nicht stellen, was die Vermutung unterstützte, dass sie ein nicht geringes Maß an männlichen Geschlechtshormone aufwies.

## Qualifikation
3. September 1966
Die 24 Teilnehmerinnen traten zu einer gemeinsamen Qualifikationsrunde an. Zehn Athletinnen (hellblau unterlegt) übertrafen die Qualifikationshöhe für den direkten Finaleinzug von 1,65 m. Damit war die Mindestanzahl von zwölf Finalteilnehmerinnen nicht erreicht. Das Finalfeld wurde mit den nächsten bestplatzierten Sportlerinnen (hellgrün unterlegt) aufgefüllt. Acht Teilnehmerinnen lagen mit übersprungenen 1,60 m gleichauf hinter den zehn direkt qualifizierten Athletinnen. So zogen achtzehn Springerinnen in das Finale am nächsten Tag ein.
| Platz | Name                  | Nation           | Höhe (m) |
| ----- | --------------------- | ---------------- | -------- |
| 1     | Jarosława Bieda       | Polen            | 1,65     |
| 2     | Mária Faithová        | Tschechoslowakei | 1,65     |
| 3     | Dorothy Shirley       | Großbritannien   | 1,65     |
| 4     | Taissija Tschentschik | Sowjetunion      | 1,65     |
| 5     | Gabriele Thiele       | DDR              | 1,65     |
| 6     | Walentyna Kosyr       | Sowjetunion      | 1,65     |
| 7     | Marjan Thomas         | Niederlande      | 1,65     |
| 8     | Olga Gere-Pulić       | Jugoslawien      | 1,65     |
| 9     | Bärbel Graf           | DDR              | 1,65     |
| 10    | Ljudmila Komlewa      | Sowjetunion      | 1,65     |
| 11    | Dagmar Melzer         | DDR              | 1,60     |
| 11    | Gun Nordlund          | Finnland         | 1,60     |
| 11    | Inger Husted          | Dänemark         | 1,60     |
| 11    | Erika Stoenescu       | Rumänien         | 1,60     |
| 11    | Radmila Hušková       | Tschechoslowakei | 1,60     |
| 11    | Ilona Majdan          | Österreich       | 1,60     |
| 11    | Geneviève Laureau     | Frankreich       | 1,60     |
| 11    | Vera Bernardová       | Tschechoslowakei | 1,60     |
| 19    | Rita Vanherck         | Belgien          | 1,55     |
| 20    | Nevenka Mrinjek       | Jugoslawien      | 1,55     |
| 21    | Anna Noszály          | Ungarn           | 1,55     |
| 22    | Solveig Rasmussen     | Dänemark         | 1,55     |
| NM    | Marjeta Pronjari      | Albanien         | ogV      |
| NM    | Sigrún Sæmundsdóttir  | Island           | ogV      |

## Finale

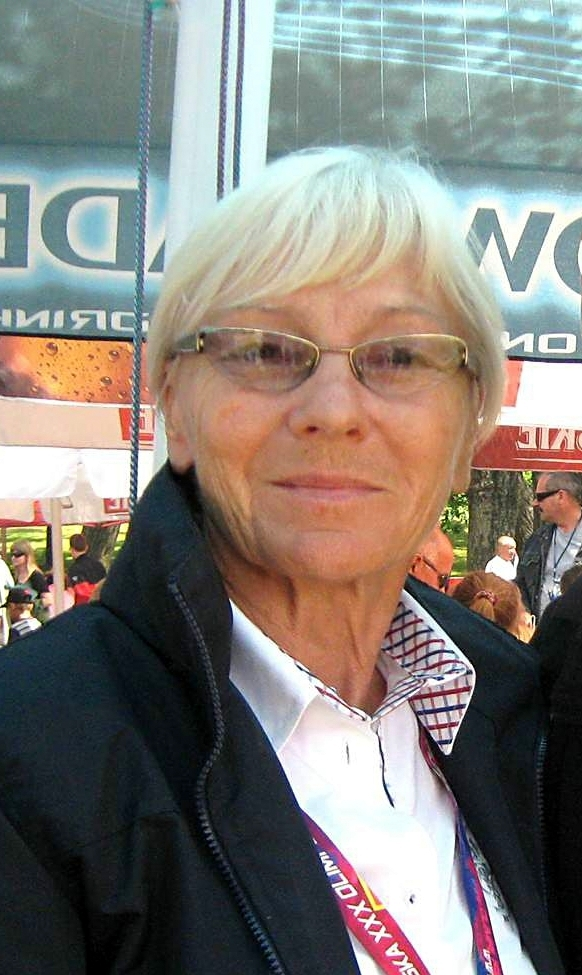
Die EM-Siebte von 1962 Jarosława Bieda (hier im Jahr 2013) gewann die Bronzemedaille

4. September 1966
| Platz | Name                  | Nation           | Höhe (m) |
| ----- | --------------------- | ---------------- | -------- |
| 1     | Taissija Tschentschik | Sowjetunion      | 1,75     |
| 2     | Ljudmila Komlewa      | Sowjetunion      | 1,73     |
| 3     | Jarosława Bieda       | Polen            | 1,71     |
| 4     | Mária Faithová        | Tschechoslowakei | 1,71     |
| 5     | Olga Gere-Pulić       | Jugoslawien      | 1,71     |
| 6     | Marjan Thomas         | Niederlande      | 1,68     |
| 7     | Dagmar Melzer         | DDR              | 1,65     |
| 8     | Dorothy Shirley       | Großbritannien   | 1,65     |
| 9     | Radmila Hušková       | Tschechoslowakei | 1,65     |
| 9     | Bärbel Graf           | DDR              | 1,65     |
| 11    | Vera Bernardová       | Tschechoslowakei | 1,65     |
| 12    | Geneviève Laureau     | Frankreich       | 1,60     |
| 12    | Gabriele Thiele       | DDR              | 1,60     |
| 14    | Gun Nordlund          | Finnland         | 1,60     |
| 15    | Ilona Majdan          | Österreich       | 1,60     |
| 16    | Erika Stoenescu       | Rumänien         | 1,60     |
| 17    | Inger Husted          | Dänemark         | 1,60     |
| DNS   | Walentyna Kosyr       | Sowjetunion      |          |

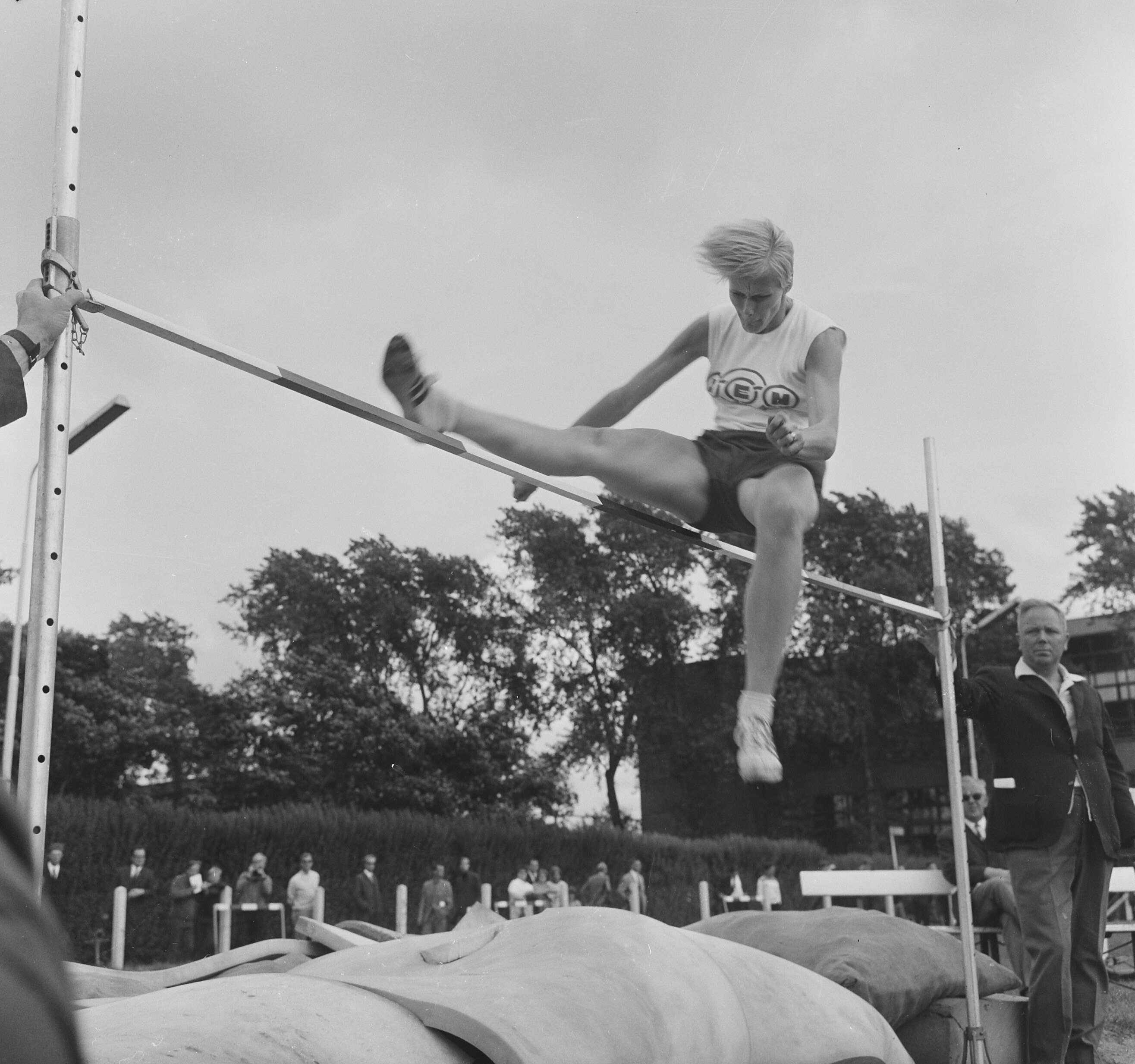
Marjan Thomas erreichte Platz sechs
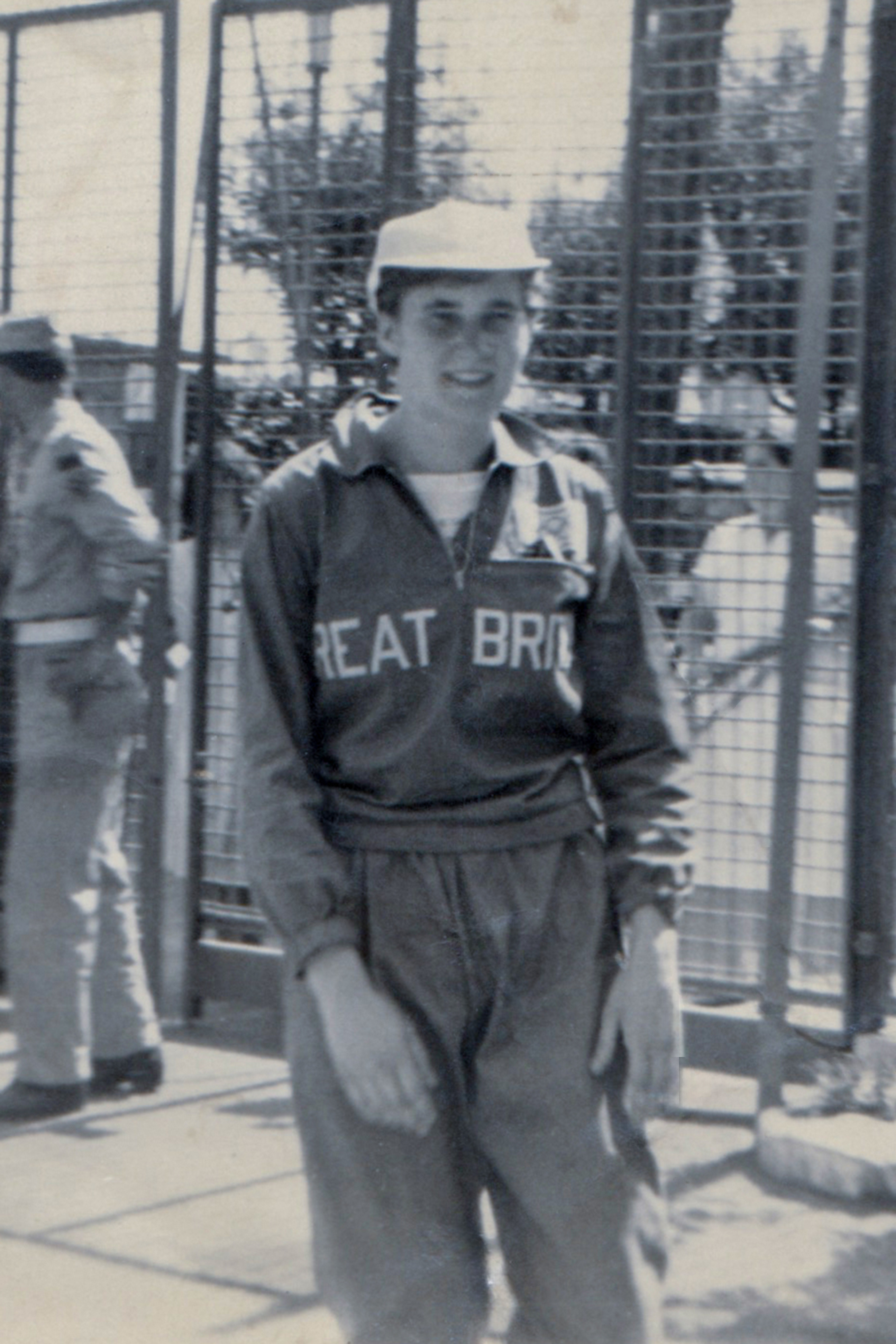
Dorothy Shirley (hier bei den Olympischen Spielen 1960), EM-Vierte von 1962, kam auf den achten Platz
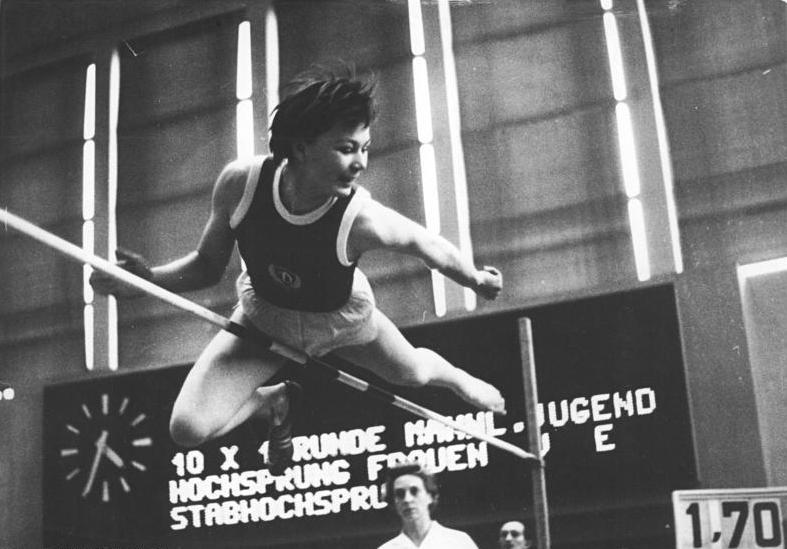
Gabriele Thiele belegte den geteilten Rang neun
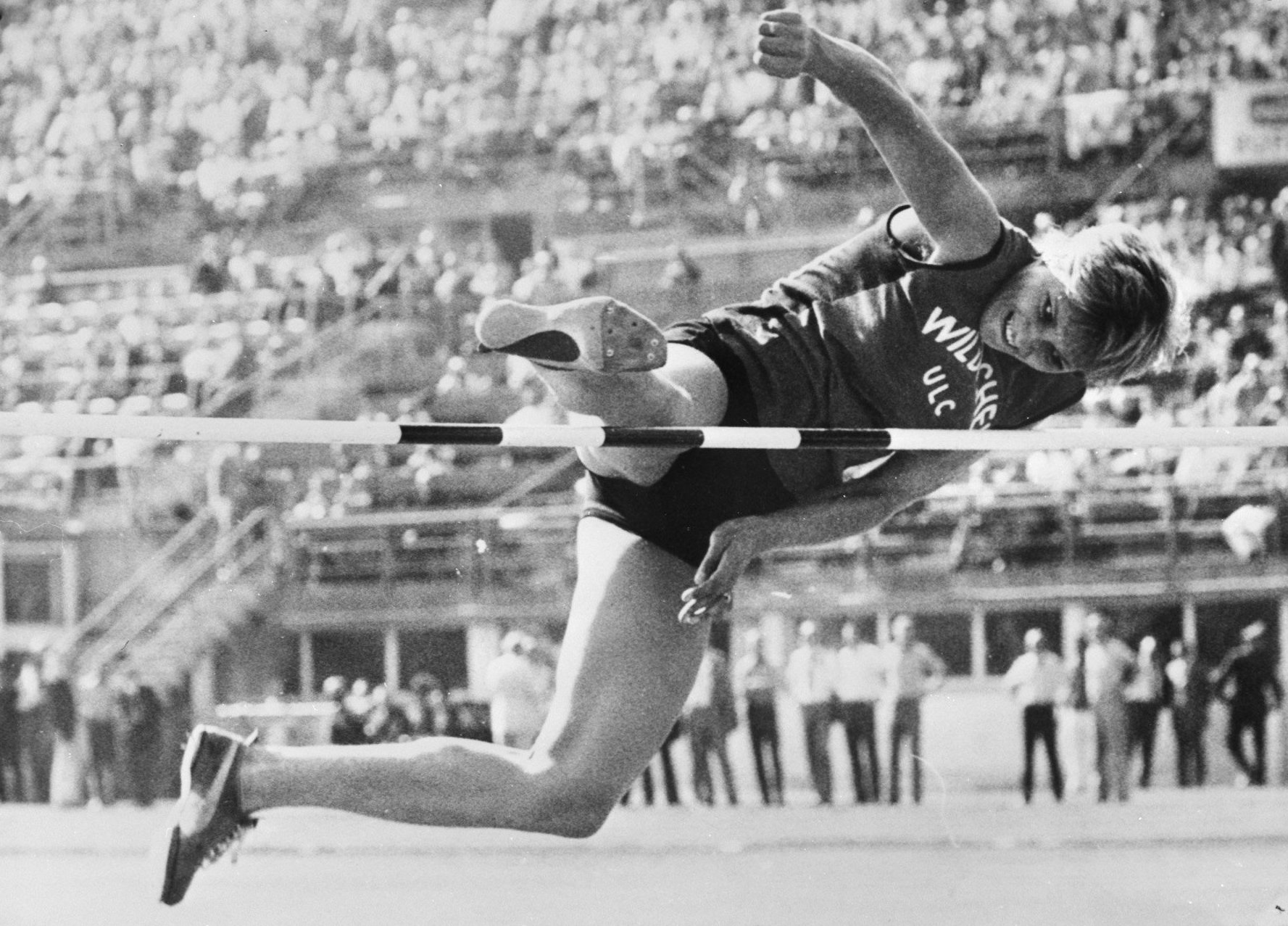
Ilona Majdan – 1971 unter ihrem Namen Ilona Gusenbauser Weltrekordlerin und Europameisterin, 1972 Olympiadritte – wurde Fünfzehnte in diesem Finale

## Video
- European Athletic Championships (1966), Bereich: ab 4:16 min, youtube.com, abgerufen am 19. Juli 2022